# Castillo de Biniés
El castillo de Biniés se encuentra en la población de este nombre, en la Jacetania, pertenece al municipio de Canal de Berdún (Huesca, España). Es una fortaleza de origen altomedieval, que fue objeto de diversas ampliaciones y reformas hasta finales del siglo XVI. De esta manera, perdió su primitiva función militar para convertirse en la de vivienda palaciega de los señores de Biniés, la familia Urriés.

## Descripción
El castillo está construido al norte de Biniés, en el borde del precipicio a cuyos pies discurre el río Veral, al poco de salir de la Foz de Binés. Es visible desde todos los accesos a la localidad, pues su volumen destaca por encima de todo el caserío. Se trata de una construcción de planta rectangular, con patio interior descubierto, alrededor del que se abrían el resto de estancias.
El conjunto está construido en mampostería utilizando sillares para reforzar las esquinas y para enmarcar puertas y ventanas. En los muros se abren aspilleras, ventanas adinteladas renacentistas, como la de grandes dimensiones situada al este que daba luz al salón principal. Y sobre la puerta de acceso aparecen ventanas de tracería gótica colocadas en la restauración del siglo XX. A esta intervención pertenece también la galería de madera que domina el muro sur. 
En el oeste, delante de la puerta principal se abre un pequeño espacio, a manera de plaza de armas, con un pozo. Un muro cierra el conjunto con puerta amplia de arco rebajado, posiblemente del siglo XVI, que da al pueblo.
En el siglo XIX fue abandonado por sus propietarios y pasó a ser utilizado por el ayuntamiento para distintas funciones, como escuelas municipales y almacén. En 1928 sufrió un incendio que produjo grandes daños y su abandono. En este tiempo fue objeto de saqueo y expolio, en el mobiliario, rejas y carpintería. Especial relevancia tiene la venta del artesonado de sus viviendas, de estilo renacentista, al magnate estadounidense William Randolph Hearst, que adquirió siete cubiertas y las instaló en su fastuosa residencia en San Simeón (California).

## Origen y evolución

### Castillo medieval

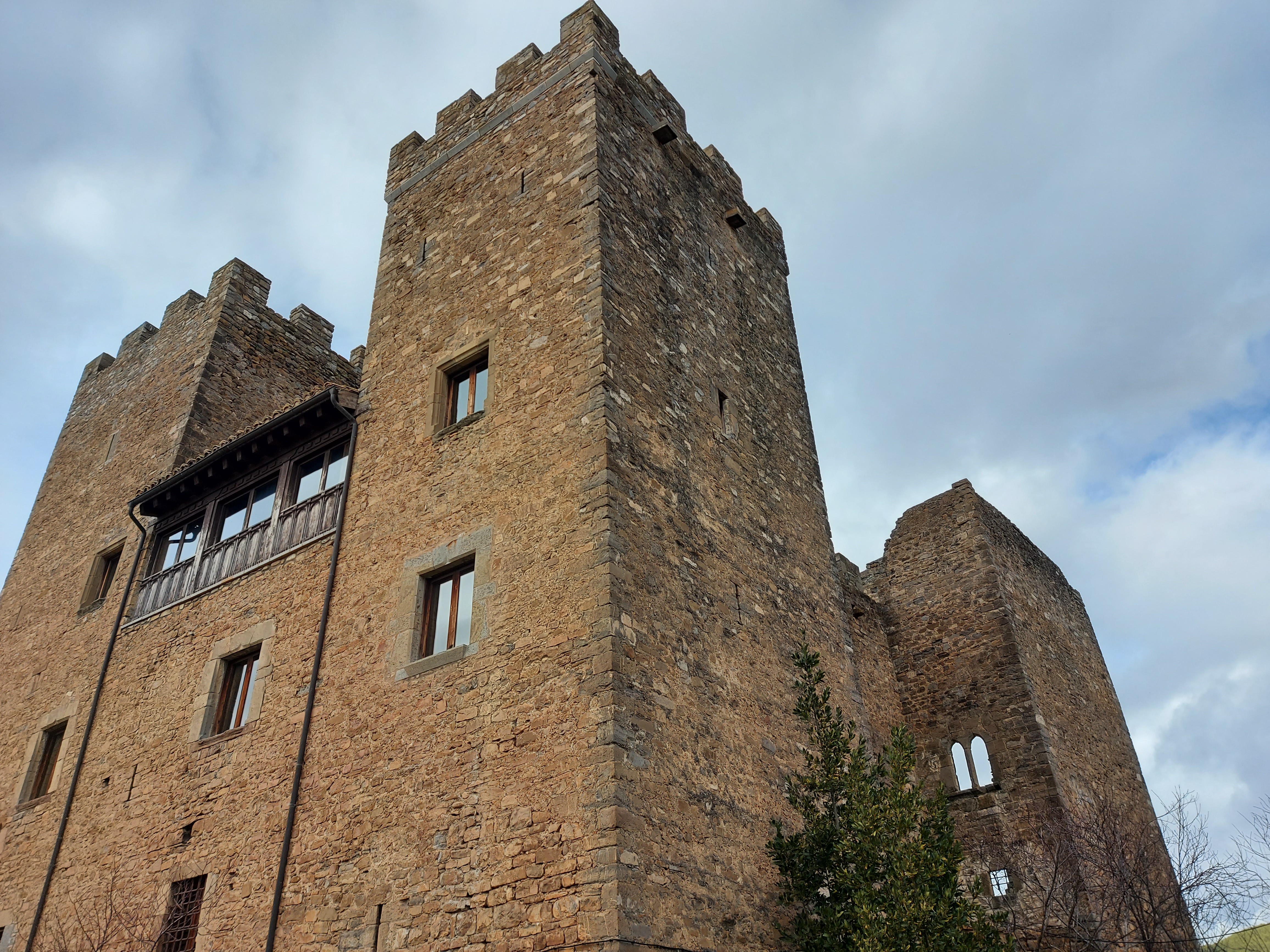
De izquierda a derecha: fachadas sur y este

Se tiene noticia de que en la Alta Edad Media existió una torre fortificada, aislada, emplazada al borde del cortado que da al río Veral, semejante a las que se proliferan en el entorno, concebidas como baluarte defensivo y de control de la frontera.
La construcción más antigua es la torre que se levanta en el ángulo noreste. Más tarde, en el siglo XIV, se construyó otra semejante en el extremo opuesto del muro, en el ángulo sureste; de esta manera, la planta del castillo, de forma trapezoidal, con el patio de armas en su interior, se hallaba protegida por sendas torres fortificadas. Una tercera torre medieval vino a reforzar el carácter defensivo de la construcción, ubicada en el lado suroeste y reforzada con matacanes, defendía la entrada principal. En el ángulo noroeste se levanta un muro fortificado con matacanes, también protege la puerta, y puede ser considerado como la cuarta torre del edificio.
Consta que en 1413 perteneció a Antón de Luna, durante la guerra de los Trastámara, y que posteriormente pasó a manos de la familia Urriés, señores de la baronía de Ayerbe, que lo habitaron temporalmente entre los siglos XVI y XVIII.

### Palacio renacentista

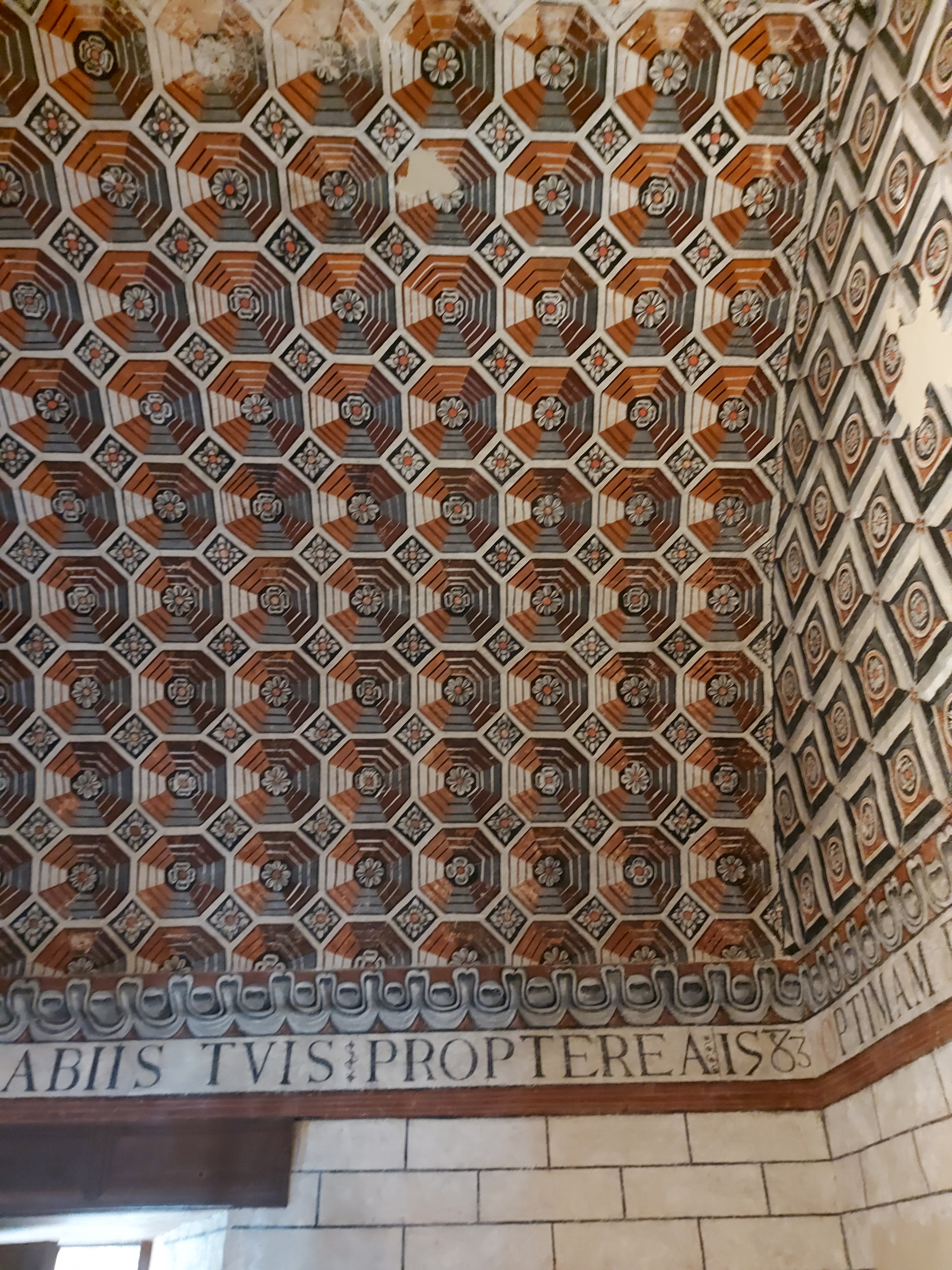
Pinturas renacentistas de la capilla

A mediados del siglo XVI se emprendieron importantes obras de remodelación, en las que se abren ventanas que sustituyen a las aspilleras medievales; todo ello con el objeto de mejorar la habitabilidad del conjunto. A finales del siglo XVI se inicia una segunda campaña de reformas, en la que se construye una capilla en la planta baja de la torre del sureste. Tiene bóveda apuntada de medio cañón y conserva las pinturas murales renacentistas que representan casetones octogonales en la bóveda, casetones cuadrados en el muro del altar y sillares almohadillados en el de enfrente. El texto latino que recorre las cuatro paredes de la estancia a manera de friso, que lleva la fecha de 1583, hace referencia a María Magdalena, de la que se afirma que eligió optiman partem (la mejor parte) al escuchar a Jesús, mientras que su hermana Marta se afanaba en las tareas domésticas. Aquí se ha producido un error en la adscripción de los personajes, pues el texto alude a María Magdalena, mientras que, según el Evangelio de san Lucas, se trataría de María de Betania, hermana de Marta. Esta confusión de personajes, María Magdalena por María de Betania fue relativamente frecuente en la Edad Media.
En el muro norte del castillo se encuentra lo que pudo ser la bodega, que presenta bóveda apuntada de medio cañón y el piso decorado con motivos geométricos realizados con cantos rodados. En otras partes del edificio, como en la capilla, también se conservan suelos de estas características realizados con maestría.
En el siglo XX se llevó a cabo la restauración, rigurosa e integral, del conjunto arquitectónico. Y, posteriormente, se habilitó una vivienda adosada a los muros norte y oeste.

## Galería de imágenes

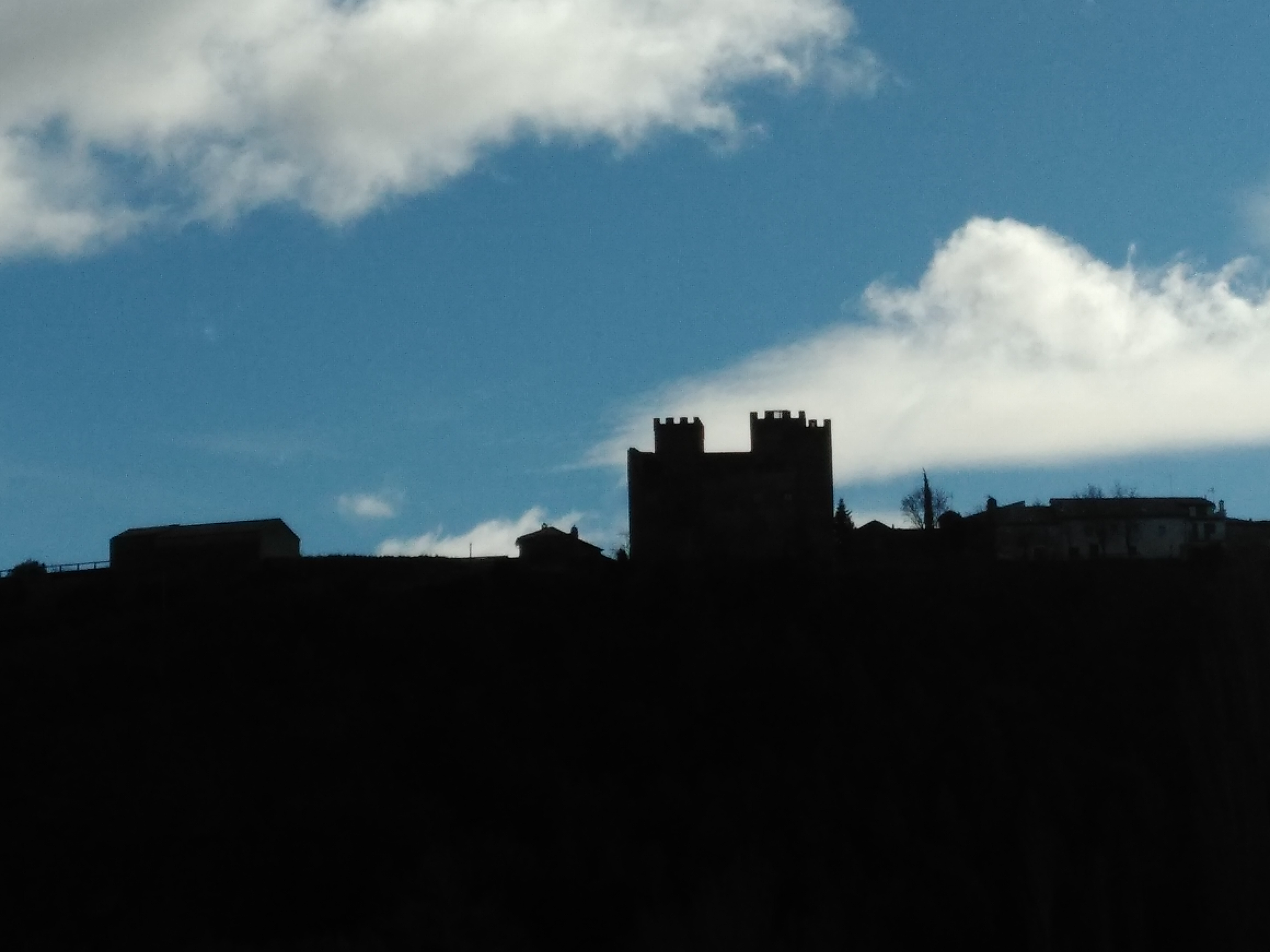
El castillo sobre el talud que cae al río Veral
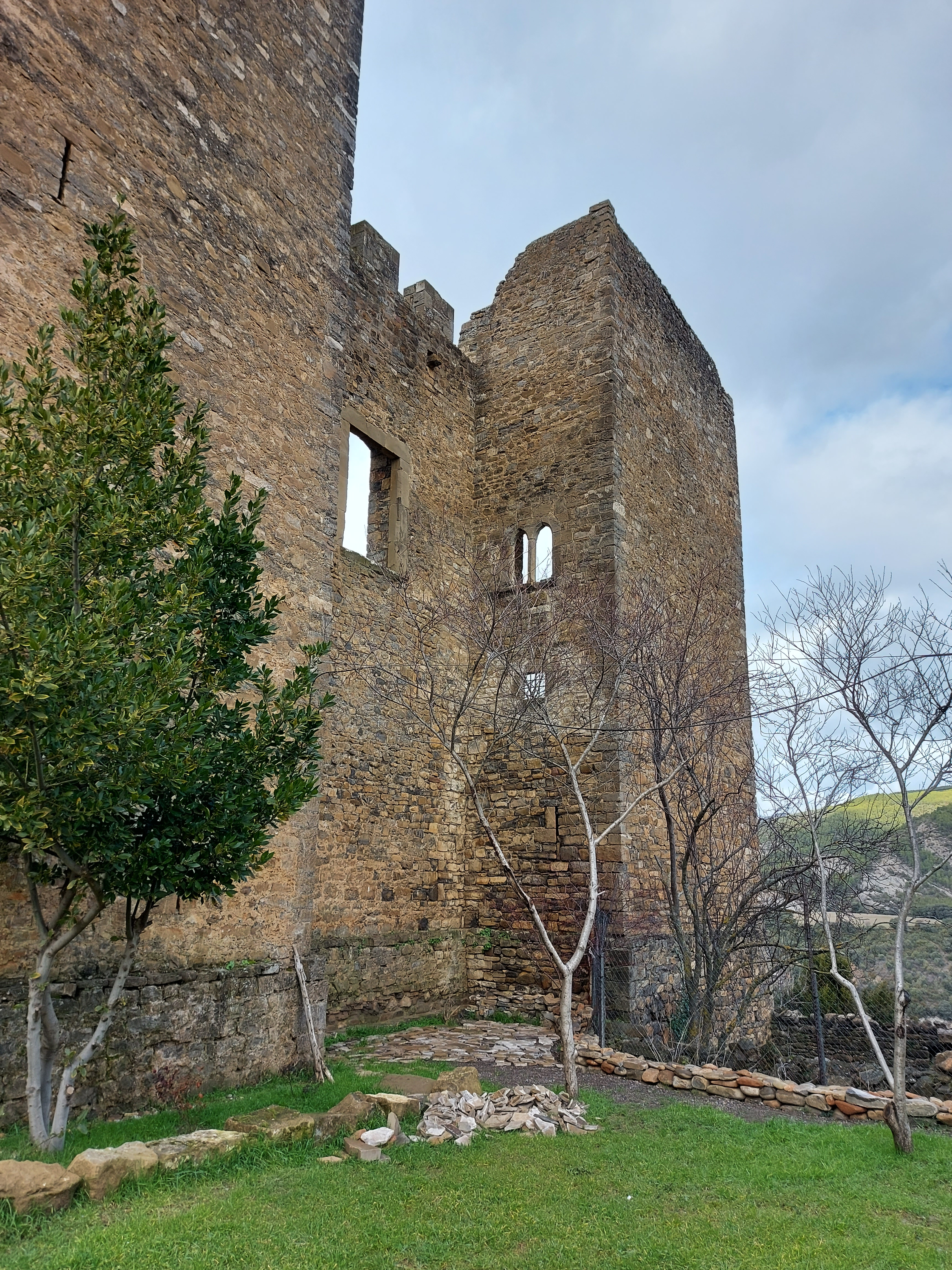
Torre primitiva (S. XI) con ventana geminada gótica
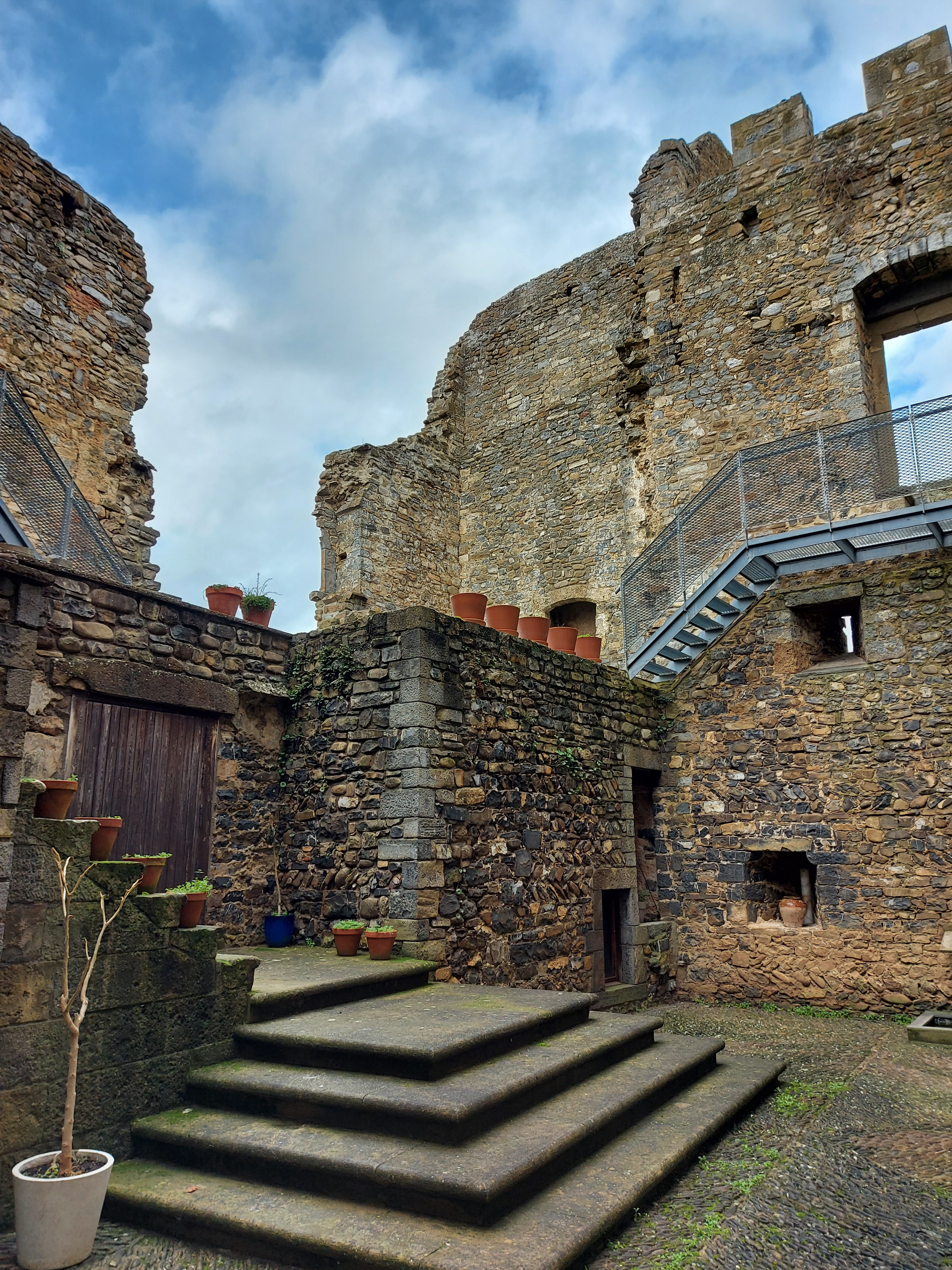
Ángulo de la torre primitiva (S. XI), en el muro se advierten tramos de opus spicatum
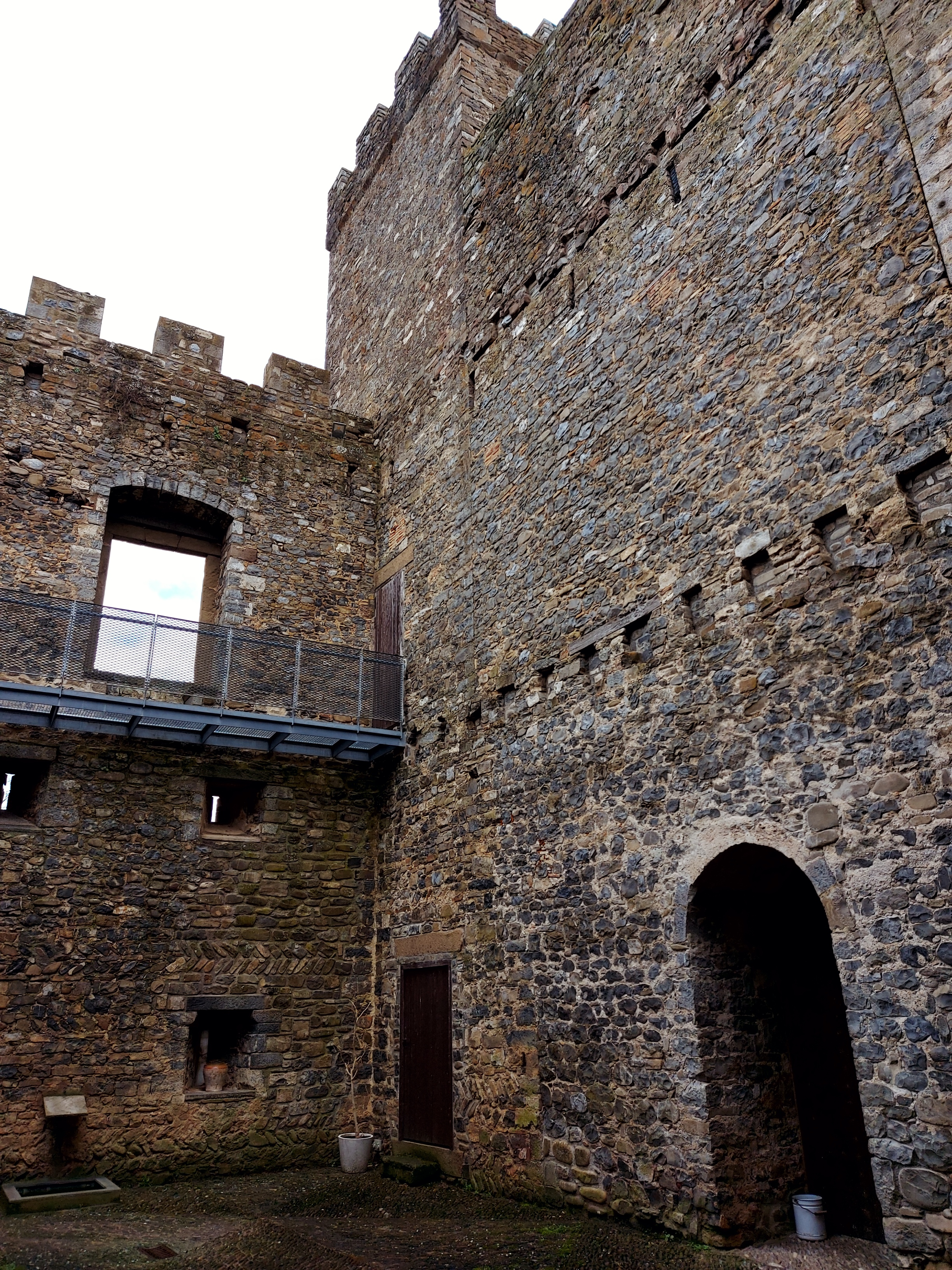
A la derecha se advierten dos líneas de mechinales en donde se fijaban las vigas.
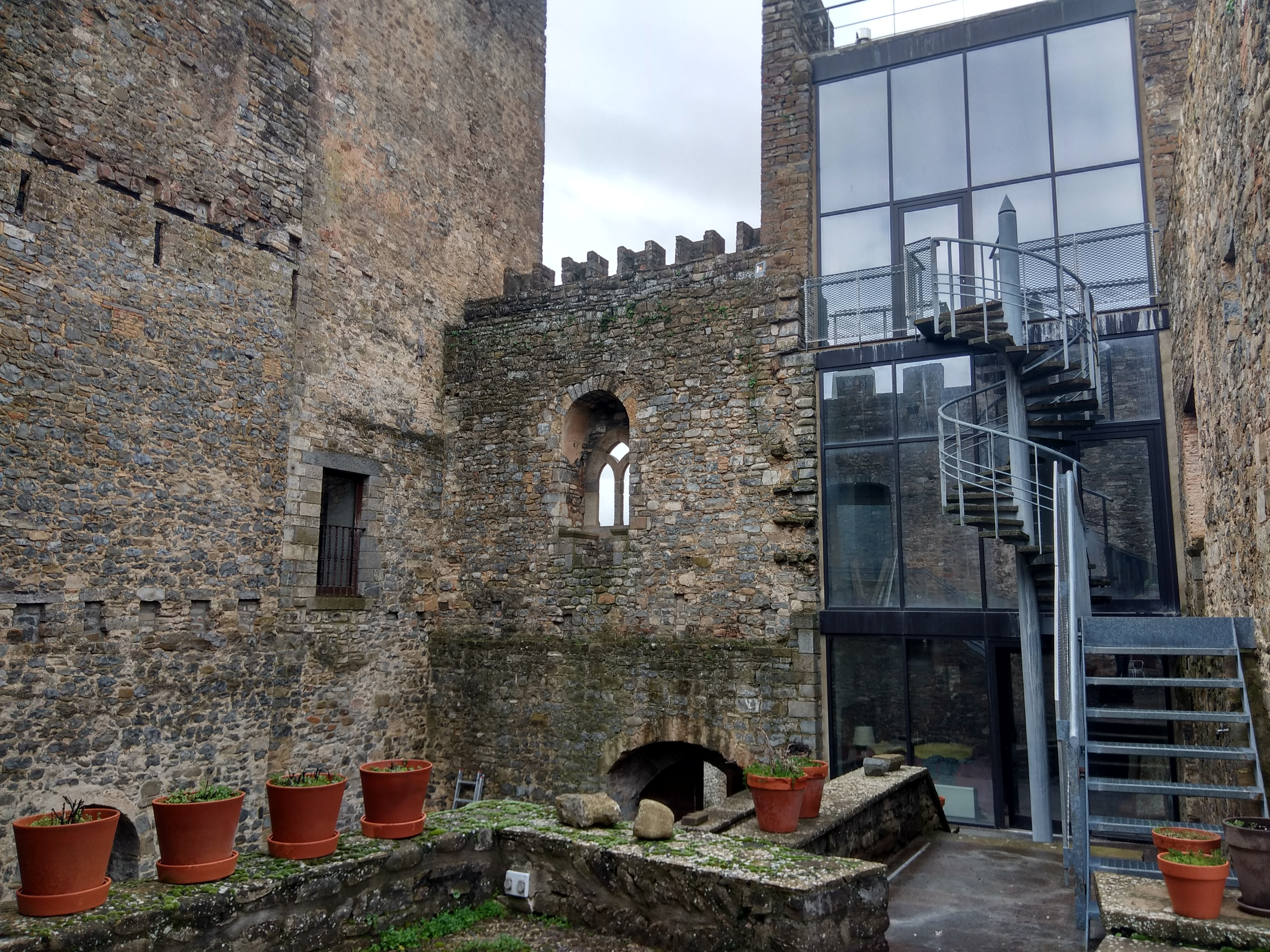
Vivienda adosada a los muros norte y oeste